# Успение Богородично (Лиговици)
Манастирът „Успение Богородично Лиговици“ (на гръцки: Ιερά Μονή Κοιμήσεως Θεοτόκου Λιγοβιτσίου) е женски и се намира над езорото Озерос в Етолия.
Той е сравнително нов манастир от XVIII век и според различни датирания е изграден през 1737 г. или 1760 г. или 1787 г. Манастирът е въстаническа база по време на гръцката война за независимост и по-точно се превръща в крепост на бунтовниците от Ксиромерос и Балтос.  
След създаването на независима Гърция с кралски указ е изоставен и през 1960-те години започва възстановяването му. През 1983 г. в манастира е създадено монашеско братство под духовното ръководство на игумения Макрина Маркопулу, състоящо се от 10 монахини. Манастирът е реставриран и обновен, католиконът е осветен и са изградени много помощни помещения. Манастирът днес е притегателна точка за вярващите, които го посещават редовно и участват в богослуженията, извършвани там. Манастирът празнува на 15 август, ден, в който приема голям брой поклонници.